# Орава
Вижте пояснителната страница за други значения на Орава.
Орава е географска област, разположена в северната част на Словакия (на словашки: Orava) и южната част на Полша (на полски: Orawa), която в Средновековието е била обособена в графство Арва (Árva).
Областта се простира покрай река Орава и Татрите. Към 1910 г. заема площ от 2019 km². Седалището на графството е в Оравския замък (Oravský hrad), който днес е една от известните туристически дестинации в Словакия.
Днес областта не представлява самостоятелна административна единица. Територията ѝ в словашката част, с площ 1661 km² и население около 126 000 души, е разпределена между окръзите Долни Кубин, Твърдошин и Наместово в Жилински край.
Полската част от Орава принадлежи на Малополското войводство с главен град – Яблонка.